# Canthonosoma castelnaui
Canthonosoma castelnaui là một loài bọ cánh cứng trong họ Bọ hung (Scarabaeidae).